# Aubigny (Moselle)
Pour les articles homonymes, voir Aubigny.
Aubigny est une ancienne seigneurie du Pays messin, commune éphémère de la Moselle rattachée à Coincy peu après la Révolution. Au début du XXIe siècle Aubigny possède une exploitation agricole, un château, deux étangs et les ruines d’un moulin.

## Géographie

### Hydrographie
Le ruisseau passant à Aubigny se nomme ruisseau de Vallières : d’une longueur de 6,4 km, il prend sa source sur le territoire de la commune de Laquenexy au sud. Il traverse ensuite Ars-Laquenexy et passe à droite des étangs d’Aubigny. Il afflue au ruisseau venant de Coincy (Dame Jeanette) au lieu-dit La Planchette à Montoy-Flanville. Fin 2000, on pouvait encore voir au lieu-dit « trou des potyres » près de l’étang, au sommet d’une chute d’eau de quelques mètres, une arche de pierre qui s’est aujourd’hui effondrée ; il ne reste qu’un petit tas de pierre pour témoigner de l’existence d’un moulin en cet endroit.

## Toponymie
L’origine du nom Aubigny est certainement celle d’un nom d’homme bas latin Albinius, dérivé d’Albinus, suivi du suffixe -acum (issu du gaulois -acon) indiquant la propriété. Il devait y posséder ces terres (Holder, t. I, col. 82).
On trouve dans les archives :
- 1267 : Aubigney (Wichmann, t. IV, p. 191) ;
- 1269 : Abigney (Wichmann, t. IV, p. 191) ;
- XVe siècle : Olbigny (censier Claris.), Olbigney ;
- 1426 : Aulbingny (archives de l’hôtel de ville de Metz AA, 23, lett. de défi) ;
- 1495 : Abigney (journal de Jean Aubrion, manuscrit du XVe siècle[5]) ;
- 1577 : Aubigney (abbaye Saint-Vincent, dîmes, liasses Altroff) ;
- 1617 : Aubigny (carte d’Abraham Fabert[6], également sur une carte du diocèse de Metz de Nicolas Sanson de 1656[7]) ;
- 1869 : Aubigny ;
- En Lorrain : Aubni[8], Aubenîn/obni[9].

## Histoire
Ce lieu était déjà habité à l’époque gauloise, comme l’attestent les mardelles, excavations argileuses découvertes dans les bois. Le château d’Aubigny et sa ferme sont mentionnés dans les archives dès le début du XVe siècle ; le village possède deux feux et vingt-sept bêtes à cornes. Du point de vue religieux, Aubigny fut une annexe successivement de la paroisse de Colombey et de celle de Saint-Agnan, lesquelles relevaient des Trois-Évêchés. Du point de vue administratif, Aubigny relevait du bailliage et donc de la coutume de Metz.

### Aux mains des maisons de Baudoche, Vy et Roucel
La seigneurie d’Aubigny est tenue de 1404 à 1706 par les maisons de Vy, Baudoche et de Champel dit « Roucel ». Il semble que Marguerite de Vy l’ait apportée en dot à son mari Poince Baudoche († 1465), chevalier, d’où il passa probablement à leur fille Catherine Baudoche († 1474), laquelle avait épousé Wary Roucel († 1491), chevalier. Ce qui est certain, c’est que sire Androuin Roucel († 1564), chevalier, fils de Wary Roucel et de sa seconde épouse Anne de Barbay († 1489), est non seulement maître-échevin de Metz dès 1505 et 1525 mais encore seigneur d’Aubigny et de Vernéville. Il avait épousé en 1503 Perrette Baudoche, fille de Pierre Baudoche, seigneur de Lorry et Moulins, et nièce de l’évêque de Liège, mais cette union fut cassée en 1515 faute d’impuissance. Plus tard, il logea en son hôtel messin de la place du Champ-à-Seille tout d’abord l’empereur Charles Quint (1500-1558) puis le roi Henri II (1519-1559), lorsqu’ils dormirent à Metz, respectivement en juin 1544 et le 18 avril 1552. Les maisons de Vy et Baudoche portaient respectivement : « d’or, à une bande de sable chargé de trois tours d’argent » et « d’argent, à trois chevrons de gueules, au chef d’azur chargé de deux tours d’or », comme on les voit sur les enluminures du Livre d’Heures de Jean de Vy († 1449) et de sa femme Perrette Baudoche († 1440), peint vers 1435-1447 à Metz.
De son premier mariage avec Catherine Baudoche, Wary Roucel eu Jean Roucel nommé maître-échevin de Metz en 1508 et 1517. Il épouse Jeanne Chaverson de qui il eut Warin Roucelz vers 1500 que l'on retrouve comme seigneur d’Aubigny et Vernéville. Ce dernier épouse Anne de Gournay, fille de Renaut, chevalier, seigneur de Secourt et de Villers, aussi maître-échevin de Metz. C’est leur descendance qui hérite du domaine : de Philippe (1531-1583) à Jean (1568-1611), puis Jean Philippe (1601-1672).
À la date du 12 septembre 1632, on trouve dans les registres paroissiaux de Saint-Martin de Metz, le baptême de Louis-Philippe de Roucel, second fils d’« honoré seigneur » Jean-Philippe de Roucel (1601-1672), seigneur d’Aubigny, Vandelainville, Fléville, Lixières et Peltre, et de son épouse Anne Barbe Judith de Gournay (…-1680), et filleul de Louis-Philippe de Custine (1595-…), seigneur de Pontigny, lequel était cousin-germain de Jean-Philippe. Enfin, les Champel dits Roucel portaient : « de vair, à trois pals de gueules, au chef d’or chargé d’une étoile de gueules accostée de deux tourteaux de gueules. ».
Louis-Philippe a un frère cadet Goéry Jean Nicolas (1639-1701), chevalier et également seigneur d’Aubigny. De se première femme Anne de Vignacourt, il eut deux filles ainsi qu’un fils. Sa fille Gabrielle est dite « dame d’Aubigny »[Quand ?] et sera la dernière dame de sa maison, elle épouse le baron de Briey de Landres en 1696. Son fils Pierre, brigadier des armées du Roi, fut tué le 23 mai 1706 à la bataille de Ramillies.
|  |  |  |  |  |  | Marguerite de Vy | Marguerite de Vy | Marguerite de Vy | Marguerite de Vy | Marguerite de Vy            | Marguerite de Vy            |                             |                             | Poince Baudoche chevalier († 1465)                            | Poince Baudoche chevalier († 1465)                            | Poince Baudoche chevalier († 1465)                            | Poince Baudoche chevalier († 1465)                            | Poince Baudoche chevalier († 1465)                            | Poince Baudoche chevalier († 1465)                            |                                                            |                                                            |                                                                  |                                                                  |                                                                  |                                                                  |                                                                  |                                                                  |                             |                             |                                      |                                      |                                      |                                      |                                      |                                      |  |  |  |  |  |  |  |  |  |  |
|  |  |  |  |  |  | Marguerite de Vy | Marguerite de Vy | Marguerite de Vy | Marguerite de Vy | Marguerite de Vy            | Marguerite de Vy            |                             |                             | Poince Baudoche chevalier († 1465)                            | Poince Baudoche chevalier († 1465)                            | Poince Baudoche chevalier († 1465)                            | Poince Baudoche chevalier († 1465)                            | Poince Baudoche chevalier († 1465)                            | Poince Baudoche chevalier († 1465)                            |                                                            |                                                            |                                                                  |                                                                  |                                                                  |                                                                  |                                                                  |                                                                  |                             |                             |                                      |                                      |                                      |                                      |                                      |                                      |  |  |  |  |  |  |  |  |  |  |
|  |  |  |  |  |  |                  |                  |                  |                  |                             |                             |                             |                             |                                                               |                                                               |                                                               |                                                               |                                                               |                                                               |                                                            |                                                            |                                                                  |                                                                  |                                                                  |                                                                  |                                                                  |                                                                  |                             |                             |                                      |                                      |                                      |                                      |                                      |                                      |  |  |  |  |  |  |  |  |  |  |
|  |  |  |  |  |  |                  |                  |                  |                  | Catherine Baudoche († 1474) | Catherine Baudoche († 1474) | Catherine Baudoche († 1474) | Catherine Baudoche († 1474) | Catherine Baudoche († 1474)                                   | Catherine Baudoche († 1474)                                   |                                                               |                                                               | Wary de Roucelz maître-échevin de Metz (1462) (~1430-1491)    | Wary de Roucelz maître-échevin de Metz (1462) (~1430-1491)    | Wary de Roucelz maître-échevin de Metz (1462) (~1430-1491) | Wary de Roucelz maître-échevin de Metz (1462) (~1430-1491) | Wary de Roucelz maître-échevin de Metz (1462) (~1430-1491)       | Wary de Roucelz maître-échevin de Metz (1462) (~1430-1491)       |                                                                  |                                                                  | Anne de Barbay († 1489)                                          | Anne de Barbay († 1489)                                          | Anne de Barbay († 1489)     | Anne de Barbay († 1489)     | Anne de Barbay († 1489)              | Anne de Barbay († 1489)              |                                      |                                      |                                      |                                      |  |  |  |  |  |  |  |  |  |  |
|  |  |  |  |  |  |                  |                  |                  |                  | Catherine Baudoche († 1474) | Catherine Baudoche († 1474) | Catherine Baudoche († 1474) | Catherine Baudoche († 1474) | Catherine Baudoche († 1474)                                   | Catherine Baudoche († 1474)                                   |                                                               |                                                               | Wary de Roucelz maître-échevin de Metz (1462) (~1430-1491)    | Wary de Roucelz maître-échevin de Metz (1462) (~1430-1491)    | Wary de Roucelz maître-échevin de Metz (1462) (~1430-1491) | Wary de Roucelz maître-échevin de Metz (1462) (~1430-1491) | Wary de Roucelz maître-échevin de Metz (1462) (~1430-1491)       | Wary de Roucelz maître-échevin de Metz (1462) (~1430-1491)       |                                                                  |                                                                  | Anne de Barbay († 1489)                                          | Anne de Barbay († 1489)                                          | Anne de Barbay († 1489)     | Anne de Barbay († 1489)     | Anne de Barbay († 1489)              | Anne de Barbay († 1489)              |                                      |                                      |                                      |                                      |  |  |  |  |  |  |  |  |  |  |
|  |  |  |  |  |  |                  |                  |                  |                  |                             |                             |                             |                             |                                                               |                                                               |                                                               |                                                               |                                                               |                                                               |                                                            |                                                            |                                                                  |                                                                  |                                                                  |                                                                  |                                                                  |                                                                  |                             |                             |                                      |                                      |                                      |                                      |                                      |                                      |  |  |  |  |  |  |  |  |  |  |
|  |  |  |  |  |  | Jeanne Chaverson | Jeanne Chaverson | Jeanne Chaverson | Jeanne Chaverson | Jeanne Chaverson            | Jeanne Chaverson            |                             |                             | Jean Roucelz maître-échevin de Metz (1508, 1517) (~1455-1521) | Jean Roucelz maître-échevin de Metz (1508, 1517) (~1455-1521) | Jean Roucelz maître-échevin de Metz (1508, 1517) (~1455-1521) | Jean Roucelz maître-échevin de Metz (1508, 1517) (~1455-1521) | Jean Roucelz maître-échevin de Metz (1508, 1517) (~1455-1521) | Jean Roucelz maître-échevin de Metz (1508, 1517) (~1455-1521) |                                                            |                                                            | Androuin de Roucelz maître-échevin de Metz (1505, 1525) († 1564) | Androuin de Roucelz maître-échevin de Metz (1505, 1525) († 1564) | Androuin de Roucelz maître-échevin de Metz (1505, 1525) († 1564) | Androuin de Roucelz maître-échevin de Metz (1505, 1525) († 1564) | Androuin de Roucelz maître-échevin de Metz (1505, 1525) († 1564) | Androuin de Roucelz maître-échevin de Metz (1505, 1525) († 1564) |                             |                             | Perette Baudoche (~1489-1531)        | Perette Baudoche (~1489-1531)        | Perette Baudoche (~1489-1531)        | Perette Baudoche (~1489-1531)        | Perette Baudoche (~1489-1531)        | Perette Baudoche (~1489-1531)        |  |  |  |  |  |  |  |  |  |  |
|  |  |  |  |  |  | Jeanne Chaverson | Jeanne Chaverson | Jeanne Chaverson | Jeanne Chaverson | Jeanne Chaverson            | Jeanne Chaverson            |                             |                             | Jean Roucelz maître-échevin de Metz (1508, 1517) (~1455-1521) | Jean Roucelz maître-échevin de Metz (1508, 1517) (~1455-1521) | Jean Roucelz maître-échevin de Metz (1508, 1517) (~1455-1521) | Jean Roucelz maître-échevin de Metz (1508, 1517) (~1455-1521) | Jean Roucelz maître-échevin de Metz (1508, 1517) (~1455-1521) | Jean Roucelz maître-échevin de Metz (1508, 1517) (~1455-1521) |                                                            |                                                            | Androuin de Roucelz maître-échevin de Metz (1505, 1525) († 1564) | Androuin de Roucelz maître-échevin de Metz (1505, 1525) († 1564) | Androuin de Roucelz maître-échevin de Metz (1505, 1525) († 1564) | Androuin de Roucelz maître-échevin de Metz (1505, 1525) († 1564) | Androuin de Roucelz maître-échevin de Metz (1505, 1525) († 1564) | Androuin de Roucelz maître-échevin de Metz (1505, 1525) († 1564) |                             |                             | Perette Baudoche (~1489-1531)        | Perette Baudoche (~1489-1531)        | Perette Baudoche (~1489-1531)        | Perette Baudoche (~1489-1531)        | Perette Baudoche (~1489-1531)        | Perette Baudoche (~1489-1531)        |  |  |  |  |  |  |  |  |  |  |
|  |  |  |  |  |  |                  |                  |                  |                  |                             |                             |                             |                             |                                                               |                                                               |                                                               |                                                               |                                                               |                                                               |                                                            |                                                            |                                                                  |                                                                  |                                                                  |                                                                  |                                                                  |                                                                  |                             |                             |                                      |                                      |                                      |                                      |                                      |                                      |  |  |  |  |  |  |  |  |  |  |
|  |  |  |  |  |  |                  |                  |                  |                  | Warin Roucelz (˚~1500)      | Warin Roucelz (˚~1500)      | Warin Roucelz (˚~1500)      | Warin Roucelz (˚~1500)      | Warin Roucelz (˚~1500)                                        | Warin Roucelz (˚~1500)                                        |                                                               |                                                               | Anne de Gournay (°~1505)                                      | Anne de Gournay (°~1505)                                      | Anne de Gournay (°~1505)                                   | Anne de Gournay (°~1505)                                   | Anne de Gournay (°~1505)                                         | Anne de Gournay (°~1505)                                         |                                                                  |                                                                  |                                                                  |                                                                  |                             |                             |                                      |                                      |                                      |                                      |                                      |                                      |  |  |  |  |  |  |  |  |  |  |
|  |  |  |  |  |  |                  |                  |                  |                  | Warin Roucelz (˚~1500)      | Warin Roucelz (˚~1500)      | Warin Roucelz (˚~1500)      | Warin Roucelz (˚~1500)      | Warin Roucelz (˚~1500)                                        | Warin Roucelz (˚~1500)                                        |                                                               |                                                               | Anne de Gournay (°~1505)                                      | Anne de Gournay (°~1505)                                      | Anne de Gournay (°~1505)                                   | Anne de Gournay (°~1505)                                   | Anne de Gournay (°~1505)                                         | Anne de Gournay (°~1505)                                         |                                                                  |                                                                  |                                                                  |                                                                  |                             |                             |                                      |                                      |                                      |                                      |                                      |                                      |  |  |  |  |  |  |  |  |  |  |
|  |  |  |  |  |  |                  |                  |                  |                  |                             |                             |                             |                             |                                                               |                                                               |                                                               |                                                               |                                                               |                                                               |                                                            |                                                            |                                                                  |                                                                  |                                                                  |                                                                  |                                                                  |                                                                  |                             |                             |                                      |                                      |                                      |                                      |                                      |                                      |  |  |  |  |  |  |  |  |  |  |
|  |  |  |  |  |  |                  |                  |                  |                  |                             |                             |                             |                             | Philippe de Roucelz (1531-1583)                               | Philippe de Roucelz (1531-1583)                               | Philippe de Roucelz (1531-1583)                               | Philippe de Roucelz (1531-1583)                               | Philippe de Roucelz (1531-1583)                               | Philippe de Roucelz (1531-1583)                               |                                                            |                                                            | Madeleine de Chananay                                            | Madeleine de Chananay                                            | Madeleine de Chananay                                            | Madeleine de Chananay                                            | Madeleine de Chananay                                            | Madeleine de Chananay                                            |                             |                             |                                      |                                      |                                      |                                      |                                      |                                      |  |  |  |  |  |  |  |  |  |  |
|  |  |  |  |  |  |                  |                  |                  |                  |                             |                             |                             |                             | Philippe de Roucelz (1531-1583)                               | Philippe de Roucelz (1531-1583)                               | Philippe de Roucelz (1531-1583)                               | Philippe de Roucelz (1531-1583)                               | Philippe de Roucelz (1531-1583)                               | Philippe de Roucelz (1531-1583)                               |                                                            |                                                            | Madeleine de Chananay                                            | Madeleine de Chananay                                            | Madeleine de Chananay                                            | Madeleine de Chananay                                            | Madeleine de Chananay                                            | Madeleine de Chananay                                            |                             |                             |                                      |                                      |                                      |                                      |                                      |                                      |  |  |  |  |  |  |  |  |  |  |
|  |  |  |  |  |  |                  |                  |                  |                  |                             |                             |                             |                             |                                                               |                                                               |                                                               |                                                               |                                                               |                                                               |                                                            |                                                            |                                                                  |                                                                  |                                                                  |                                                                  |                                                                  |                                                                  |                             |                             |                                      |                                      |                                      |                                      |                                      |                                      |  |  |  |  |  |  |  |  |  |  |
|  |  |  |  |  |  |                  |                  |                  |                  |                             |                             |                             |                             |                                                               |                                                               |                                                               |                                                               | Jean de Roucelz (1568-1611)                                   | Jean de Roucelz (1568-1611)                                   | Jean de Roucelz (1568-1611)                                | Jean de Roucelz (1568-1611)                                | Jean de Roucelz (1568-1611)                                      | Jean de Roucelz (1568-1611)                                      |                                                                  |                                                                  | Anne de Wasberg (1580-1625)                                      | Anne de Wasberg (1580-1625)                                      | Anne de Wasberg (1580-1625) | Anne de Wasberg (1580-1625) | Anne de Wasberg (1580-1625)          | Anne de Wasberg (1580-1625)          |                                      |                                      |                                      |                                      |  |  |  |  |  |  |  |  |  |  |
|  |  |  |  |  |  |                  |                  |                  |                  |                             |                             |                             |                             |                                                               |                                                               |                                                               |                                                               | Jean de Roucelz (1568-1611)                                   | Jean de Roucelz (1568-1611)                                   | Jean de Roucelz (1568-1611)                                | Jean de Roucelz (1568-1611)                                | Jean de Roucelz (1568-1611)                                      | Jean de Roucelz (1568-1611)                                      |                                                                  |                                                                  | Anne de Wasberg (1580-1625)                                      | Anne de Wasberg (1580-1625)                                      | Anne de Wasberg (1580-1625) | Anne de Wasberg (1580-1625) | Anne de Wasberg (1580-1625)          | Anne de Wasberg (1580-1625)          |                                      |                                      |                                      |                                      |  |  |  |  |  |  |  |  |  |  |
|  |  |  |  |  |  |                  |                  |                  |                  |                             |                             |                             |                             |                                                               |                                                               |                                                               |                                                               |                                                               |                                                               |                                                            |                                                            |                                                                  |                                                                  |                                                                  |                                                                  |                                                                  |                                                                  |                             |                             |                                      |                                      |                                      |                                      |                                      |                                      |  |  |  |  |  |  |  |  |  |  |
|  |  |  |  |  |  |                  |                  |                  |                  |                             |                             |                             |                             |                                                               |                                                               |                                                               |                                                               |                                                               |                                                               |                                                            |                                                            | Jean Philippe de Roucelz (1601-1672)                             | Jean Philippe de Roucelz (1601-1672)                             | Jean Philippe de Roucelz (1601-1672)                             | Jean Philippe de Roucelz (1601-1672)                             | Jean Philippe de Roucelz (1601-1672)                             | Jean Philippe de Roucelz (1601-1672)                             |                             |                             | Barbe Judith de Gournay (/1613-1680) | Barbe Judith de Gournay (/1613-1680) | Barbe Judith de Gournay (/1613-1680) | Barbe Judith de Gournay (/1613-1680) | Barbe Judith de Gournay (/1613-1680) | Barbe Judith de Gournay (/1613-1680) |  |  |  |  |  |  |  |  |  |  |
|  |  |  |  |  |  |                  |                  |                  |                  |                             |                             |                             |                             |                                                               |                                                               |                                                               |                                                               |                                                               |                                                               |                                                            |                                                            | Jean Philippe de Roucelz (1601-1672)                             | Jean Philippe de Roucelz (1601-1672)                             | Jean Philippe de Roucelz (1601-1672)                             | Jean Philippe de Roucelz (1601-1672)                             | Jean Philippe de Roucelz (1601-1672)                             | Jean Philippe de Roucelz (1601-1672)                             |                             |                             | Barbe Judith de Gournay (/1613-1680) | Barbe Judith de Gournay (/1613-1680) | Barbe Judith de Gournay (/1613-1680) | Barbe Judith de Gournay (/1613-1680) | Barbe Judith de Gournay (/1613-1680) | Barbe Judith de Gournay (/1613-1680) |  |  |  |  |  |  |  |  |  |  |
|  |  |  |  |  |  |                  |                  |                  |                  |                             |                             |                             |                             |                                                               |                                                               |                                                               |                                                               |                                                               |                                                               |                                                            |                                                            |                                                                  |                                                                  |                                                                  |                                                                  |                                                                  |                                                                  |                             |                             |                                      |                                      |                                      |                                      |                                      |                                      |  |  |  |  |  |  |  |  |  |  |
|  |  |  |  |  |  |                  |                  |                  |                  |                             |                             |                             |                             |                                                               |                                                               |                                                               |                                                               |                                                               |                                                               |                                                            |                                                            |                                                                  |                                                                  |                                                                  |                                                                  | Goéry Jean Nicolas de Roucelz chevalier (1639-1701)              |                                                                  |                             |                             |                                      |                                      |                                      |                                      |                                      |                                      |  |  |  |  |  |  |  |  |  |  |

### Pendant et après laguerre de Trente Ans
Composé d’une ferme-château, d’une trentaine de maisons, d’une chapelle, d’un cimetière et d’un puits[réf. nécessaire], le village d’Aubigny est brûlé par les Suédois en 1630. En 1648, au sortir de la guerre, Jean Philippe de Roucel reconstruit le château. Les archives paroissiales de Colombey de cette époque mentionnent Jean Morisse (avant 1598) et Jean Hennequin (~1627-1706), échevin d’église, comme maires d’Aubigny, probablement à la nomination des seigneurs du lieu.
Le 4 décembre 1682, Goeric Jean Nicolas de Roucel, quatrième fils de Jean Philippe, aussi seigneur de Vandeléville, Fléville, Baudeville et Lixières, présente à la Chambre royale de Metz l’aveu et dénombrement de sa seigneurie d’Aubigny, fief mouvant du roi de France, avec droit de haute, moyenne et basse justice. Le siège de cette seigneurie était alors la maison-forte reconstruite en 1648, flanquée de trois tours, et dont ne subsistent aujourd’hui que des vestiges : un pan de mur de tour, un balcon dans le style de ceux de la place Saint-Louis à Metz, une porte et une fenêtre à meneaux incomplète.

### Aux mains de la famille de Clinchant
En 1728 sinon dès 1706, la seigneurie d’Aubigny passe entre les mains de la famille de Clinchant, qui en prend bientôt le nom et la possède au moins jusqu’à 1751. C’est sans doute à cette époque que le château fut entièrement remanié dans le style Louis XV, qui lui donne encore aujourd’hui son élégance, et qu’il fut doté d’un jardin à la française avec cadran solaire, massifs de buis, et ifs aujourd’hui tricentenaires.
Tous deux fils de Pierre Clinchant, porte-table-bouche du Roi en 1653, concierge garde-clefs de la salle des comédies et ballets du palais des Tuileries en 1660, et de son épouse Marie Hugerot, les deux frères Jacques et Jean Baptiste Pierre de Clinchant d’Aubigny, brillants officiers supérieurs, chevaliers de l'ordre royal et militaire de Saint-Louis, successivement concierges du palais des Tuileries, sont anoblis par lettres patentes données en septembre 1719 à Paris par le jeune roi Louis XV, alors sous la régence du duc d’Orléans. Major-général des dragons de l’armée commandée par le maréchal de Tallard (1652-1728), le premier « eut son cheval tué sous luy et ensuitte, dangereusement blessé et fait prisonnier de guerre, [il fut libéré et servit] depuis à la bataille d’Oudenarde en 1708. » Pour sa part, le second fut capitaine au régiment de dragons de la Reine de 1697 à 1703 puis au régiment de Choiseul-Cavalerie en 1704. Il passa alors en Bavière où il participa à l’attaque des lignes qu’il fallut forcer pour passer et, « tout blessé qu’il y fut, il ne laissa pas de gagner un estandart sur ces ennemis. » Il fut aussi aux deux batailles de Höchstädt, les 20 septembre 1703 et 13 août 1704, à la seconde desquelles il reçut plusieurs contusions et eut son cheval tué sous lui. Ensuite placé capitaine en pied en ce régiment, il ne tarda pas à repasser en France avec les troupes et continua à servir jusqu’en 1707. Fils du premier et filleul du second, Jean Baptiste Pierre II de Clinchant d’Aubigny (Metz 1710 - 1794) fut à son tour seigneur d’Aubigny et concierge du palais des Tuileries. Les Clinchant portaient : “d’argent, à une fasce vivrée d’azur accompagnée de trois merlettes de gueules, deux en chef et une en pointe.”

### Avant, pendant et après laRévolution française
La seigneurie passe ensuite entre les mains des familles de Baignault et Le Duchat. Désormais appelés Le Duchat d’Aubigny, ces derniers possèdent encore le château au début du XIXe siècle et portent : d’argent, à cinq fusées de gueules rangées en fasce. Entre 1790 et 1794, la commune éphémère d’Aubigny fut rattachée à celle de Coincy. Après la mort de François Le Duchat d’Aubigny, sa veuve Angélique-Anne Le Jeune, qui n’avait pas d’enfants, élève à partir de 1813 sa nièce et filleule Aurélie-Marie O’Riordan (1800-1869) à Aubigny. En 1828, celle-ci épouse le comte Théodule François Nicolas Félix de Belchamps (1796-1893) avec qui elle vivra au domaine de La Grange-aux-Bois. Le 10 novembre 1834, Mme Le Duchat adopte la comtesse de Belchamps et lui laisse non seulement sa fortune mais encore son château d’Aubigny. Après avoir fait supprimer les tours du château et réaménager la salle-à-manger, elle meurt subitement, le 27 janvier 1869. Les Belchamps portaient : « d’azur, à un pal componné de six pièces d’argent et de gueules, qui est Belchamps, écartelé d’azur, à une croix d’or chargée en cœur d’une molette de sable, qui est Dieuves. »
Pendant et après la guerre franco-allemande de 1870
Mais Aubigny aura bientôt à souffrir de la bataille de Borny-Colombey ; le 14 août 1870, M. de Belchamps est emprisonné par les Prussiens dans une étable d’Aubigny. Malgré son grand âge, il supporte vaillamment les privations du siège. Son château est transformé en hôpital prussien, sa bibliothèque brûlée, sa cave vidée, ses bois et ses belles avenues ravagées. Un film Aubigny, Mémoires de 1870 relatant de cette période a été réalisé par les descendants des Belchamps.
Après la guerre, il consacre ses étés à restaurer son domaine, résidant l’hiver à Metz, où il meurt le 21 juillet 1893, dernier du nom. Les Allemands érigeront en souvenir de la guerre un monument du 45e régiment de Prusse orientale ; trois tombes d’officiers allemands se trouvent encore à Aubigny.

### Avant et pendant laPremière Guerre mondiale
Seconde fille du précédent, Amélie Charlotte Marie Laurence de Belchamps (1837-1904) avait épousé en 1862 Albert Peting, baron de Vaulgrenant (1831-1920), officier d’ordonnance du général Mac Mahon à Alger et depuis général commandant de corps d’armée. Héritière du domaine en 1920, leur fille Antoinette Françoise Marguerite Marie de Vaulgrenant (1867-), avait épousé en 1889 à Nancy, Gaspard René Jean Marie, comte de Cugnac (1861-1956), général de division, commandeur de la Légion d’Honneur, décoré de la croix de guerre, (1) membre de l’Académie nationale de Metz, originaire des Deux-Sèvres. Pendant la Première Guerre mondiale, ce dernier commande la 77e division d’infanterie alors que son épouse demeure en garnison, à Paris. Il devient ensuite président départemental du Souvenir français et de la Fédération des sociétés sportives de la Moselle. En cette dernière qualité, il reçut à Aubigny, lors des fêtes données à Metz, les maréchaux Lyautey et Foch. Il mène ce dernier faire un périple à travers le canton. En 1916, les allemands germanisent Aubigny qui devient Albenach. Entre les deux derniers conflits, le général de Cugnac fut de toutes les cérémonies patriotiques et religieuses du canton.

### AuxXXeetXXIesiècles
Pendant la Seconde Guerre mondiale, Marguerite de Cugnac était à Poitiers alors que son mari était au front. Au cours de l’été 1940, les autorités allemandes confisquent le domaine et en font une école militaire de jeunes filles ou Mädchenschule, tandis que la ferme voisine de Chagny-la-Horgne est occupée par des membres des jeunesses hitlériennes. La maison-forte d’Aubigny est dépouillée de ses œuvres d’art. Les propriétaires reviennent à l’automne 1944. À son retour, Mme de Cugnac refait entièrement l’intérieur du château. Une partie des meubles et des tableaux sont retrouvés un peu partout dans le canton. En 1949, le général fête ses noces de diamant. Il reçut à Aubigny le colonel de Gaulle et bien d’autres personnalités. Il décéda en 1956. Les Cugnac portent : “gironné d’argent et de gueules.” Mariée à Gaston de Vasselot de Régné (1893-1948), colonel de cavalerie et officier de la Légion d’Honneur, leur fille Chantal de Cugnac (1891-1982) lui donne quatre enfants, dont Geneviève (1920-1990), épouse d’Édouard de Montalembert. À sa mort, en 2006, ce dernier lègue le château à sa fille ainée Marie-Odile, épouse du baron Christian d’Ornellas, qui en sont actuellement les propriétaires.
De 1914 à 1939, la famille Jacquat s’est succédé dans l’entretien du jardin et l’un de leurs descendants est aujourd’hui député en Moselle. La ferme d’Aubigny a été exploitée par les familles Bourguignon puis Moisson ; elle l’est aujourd’hui par Pierre Grandidier. Elle appartient comme le château voisin à la baronne d’Ornellas, descendante des Belchamps.

## Lieux et monuments
- Château d’Aubigny, remanié XVIIIe siècle, classé monument historique depuis 1993.
- Ferme d’Aubigny
- Ruine d’un moulin
- Étangs
- Monument du 45e régiment d’infanterie de Prusse orientale.

## Personnalités liées à la commune
- Wary de Roucelz (~1430-1491), chevalier, maître-échevin de Metz (1462).
- Jean de Roucelz (~1455-1521), maître-échevin de Metz (1508, 1517).
- Androuin de Roucelz (†1564), maître-échevin de Metz (1505, 1525).
- Jean-Marie de Clinchant d’Aubigny (Metz 1713 - ibidem 1788), commandeur de l’ordre royal et militaire de Saint-Louis, capitaine des tentes et pavillons du Roi, ingénieur en chef de la ville de Metz, maréchal des camp et armées du Roi et directeur des fortifications, marié en 1758 en l’église paroissiale Saint-Simplice de Metz à Claire Marie Thérèse Bourdelois (? 1740 - Paris 1794).
- Jean de Cugnac (1861-1956), comte, général de division.